# 파르티아 제국
파르티아 제국 (/ˈpɑːrθiən/), 또는 아르사케스 제국 (/ˈɑːrsəsɪd/),은 기원전 247년부터 서기 224년까지 고대 이란에 있었던 이란족의 정치문화적 세력이었다. 아르사케스 제국이라는 이름은 제국의 창립자였던 아르사케스 1세로부터 유래했으며, 그는 파르니족을 이끌고 당시 안드라고라스 휘하의 사트라프였던 이란 북동부의 파르티아 지역을 정복하여 셀레우코스 제국을 상대로 반란을 일으켰다. 미흐르다트 1세 (r. c. 171–132 BC)는 셀레우코스 제국으로부터 메디아와 메소포타미아를 점령하면서 제국의 영토를 크게 확장시켰다. 전성기 때 파르티아 제국은 오늘날 중동부 터키 일대인 유프라테스강 일대에서 오늘날 아프가니스탄과 서부 파키스탄 지역까지를 영토로 보유하고 있었다. 파르티아 제국은 지중해 분지에 있는 로마 제국과 고대 중국의 한나라를 잇는 비단길 교역로에 위치하고 있었기에 무역과 상업의 중심지가 되었다.
파르티아인들은 페르시아, 헬레니즘, 그리고 역내 문화들을 포괄하는, 다양한 문화를 아우르는 제국의 예술, 건축, 종교적 신념, 그리고 왕실 휘장을 다수 받아들였다. 제국 전반부 동안, 파르티아 법정은 그리스 문화의 요소들을 채택했지만, 점차 이란계 전통이 부활하기 시작했다. 파르티아 제국의 통치자들은 아케메네스 제국의 후계자임을 주장하며 샤한샤라는 작위를 붙였다. 실제로, 파르티아 통치자들은 아케메네스 왕조가 중앙에서 임명했었던 사트라프가 있었던 지방의 많은 왕들을 봉신으로 수용했다. 파르티아 법정도 이란 외부에서 소수의 사트라프를 임명했지만, 이 사트라프들은 아케메네스 왕조 때의 사트라프들보다 규모와 권력이 더 작았다. 파르티아 제국이 확장됨에 따라, 수도 역시 니사에서 티그리스강에 있는 크테시폰으로 옮겨졌고, 여러 다른 도시들도 수도의 역할을 했다.
파르티아 제국의 적은 서쪽의 셀레우코스 제국과 북쪽의 스키타이족이었다. 그러나 점차 파르티아 제국이 서쪽으로 확장되면서, 이들은 대아르메니아 왕국, 그리고 최종적으로 후기 로마 공화국이 되었다. 로마와 파르티아는 아르메니아의 왕을 자신의 부하로 삼기 위해 경쟁했다. 파르티아는 기원전 53년 카레 전투에서 마르쿠스 리키니우스 크라수스의 군대를 격멸했고, 기원전 40년부터 39년까지 파르티아군은 로마인들로부터 티레를 제외한 레반트 지역 전체를 정복했다. 그러나 마르쿠스 안토니우스는 파르티아에 반격했지만, 그의 성공은 그의 부관 푸블리우스 벤티디우스의 지휘 하에 이루어졌다. 여러 로마 황제들 또는 그들이 임명한 장군들이 수세기에 걸쳐 로마-파르티아 전쟁의 일환으로 메소포타미아를 침공했다. 로마인들은 이 전쟁에서 여러 차례 셀레우키아와 크테시폰을 점령했지만, 결코 이를 유지할 수는 없었다. 파르티아 왕위계승자들 사의 빈번한 내전이 외국의 침공보다 제국의 안정에 더 위협이 되었고, 224년 페르시스의 이스타크르를 통치하던 아르다시르 1세]가 반란을 일으키고 파르티아 제국의 마지막 샤였던 아르타바누스 4세를 죽였을 때 파르티아 제국은 멸망했다. 아르다시르는 7세기에 이슬람에 정복될 때까지 이란과 근동 대부분을 통치했던 사산 제국을 건국했고, 아르사케스 왕조는 아르메니아, 이베리아, 캅카스 알바니아의 통치 가문으로 존속했다.
파르티아어, 그리스어 및 다른 언어로 쓰여진 파르티아 토착민의 문헌은 사산 제국이나 심지어 더 초기의 아케메네스 제국의 문헌과 비교할 때 부족하다. 흩어진 쐐기 문자판, 부서진 도편, 암각화, 드라크마 화폐, 그리고 몇몇 양피지 서류의 복원 가능성을 제외하면, 파르티아의 역사 대부분은 외부 자료를 통해서만 알 수 있다. 이러한 외부 자료에는 그리스, 로마의 역사뿐만 아니라, 흉노에 맞선 동맹을 체결하고자 했던 중국 역사도 포함된다. 파르티아 예술품은 역사학자들에게는 텍스트 자료에는 없는 사회와 문화의 측면을 이해하기 위한 권위 있는 자료로 간주된다.

## 참고 문헌
- Hill, John E. 2004. The Western Regions according to the Hou Hanshu. Draft annotated English translation.
- Hill, John E. 2004. The Peoples of the West from the Weilue 魏略 by Yu Huan 魚豢: A Third Century Chinese Account Composed between AD 239 and 265. Draft annotated English translation.

## 같이 보기
- 아시리아 속주
- 바그다드 전지
- 페르시아 거주 로마인
- 이란의 역사